# Inel factorial
Inele factoriale
Definitia 1: Un inel integru {\displaystyle R} se numește inel factorial sau cu descompunere unică în factori primi, dacă orice element nenul și neinversabil din {\displaystyle R} se descompune într-un produs finit de elemente prime.
Inelele {\displaystyle \mathbb {Z} }, {\displaystyle \mathbb {Z} [i]},{\displaystyle \mathbb {Z} [(1+i{\sqrt {3}})/2]} și orice inel de polinoame de o nedeterminată cu coeficienți într-un corp sunt inele factoriale.
Teorema 2: Fie {\displaystyle R} un inel integru. Următoarele afirmații sunt echivalente:
a)	{\displaystyle R} este un inel factorial
b)	Orice element nenul și neinversabil din {\displaystyle R}  se descompune în produs finit de elemente ireductibile și, orice element ireductibil este prim.
c)	Orice element nenul și neinversabil din {\displaystyle R} se descompune în produs finit de elemente ireductibile și două astfel de descompuneri sunt unice în afară de ordinea factorilor și de asociere.
d)	Orice element nenul și neinversabil din {\displaystyle R} este produs finit de elemente ireductibile și orice două elemente din {\displaystyle R} au un cel mai mare divizor comun.
Proprietatea 3: Într-un inel factorial orice două elemente au un cel mai mare divizor comun.
Teorema 4: (a lui Gauss) Dacă {\displaystyle R}  este un inel factorial, atunci {\displaystyle R[X]} este inel factorial.
Fie R un inel integru și {\displaystyle f}{\displaystyle \in }{\displaystyle R[X]} . Se spune că  {\displaystyle f}  este un polinom primitiv dacă coeficienții lui {\displaystyle f}    nu se divid cu același element prim din {\displaystyle R} . Dacă {\displaystyle R} este inel factorial , se notează cu {\displaystyle c(f)}cel mai mare divizor comun al coeficienților lui {\displaystyle f}  . Polinomul {\displaystyle f}  va fi primitiv dacă și numai dacă {\displaystyle c(f)=1}  . Orice polinom {\displaystyle f}{\displaystyle \in }{\displaystyle R[X]} se va scrie sub forma {\displaystyle f=c(f)f^{\prime }}  , unde  {\displaystyle f^{\prime }}  este un polinom primitiv.
Proprietatea 5:  Dacă {\displaystyle R} este un inel factorial și {\displaystyle f,g}   sunt două polinoame din {\displaystyle R[X]} , atunci {\displaystyle c(f,g)}   este asociat cu {\displaystyle c(f)c(g)}  . În particular, produsul a două polinoame primitive este polinom primitiv.
Lema 6: Fie {\displaystyle R[X]}   un inel factorial,  și {\displaystyle a}{\displaystyle \in }{\displaystyle R[X]},{\displaystyle a\neq 0}  cu  {\displaystyle g} polinom primitiv. Dacă {\displaystyle g} divide produsul {\displaystyle af}  , atunci {\displaystyle g} divide pe {\displaystyle f}. În particular, dacă pentru două polinoame primitive  {\displaystyle f} și {\displaystyle g} din {\displaystyle R[X]} avem relația {\displaystyle ag=bf}   cu  {\displaystyle a,b}{\displaystyle \in }{\displaystyle R[X]},{\displaystyle a\neq 0}, atunci {\displaystyle f} și {\displaystyle g}  sunt asociate.